# فكرة (اسم)
فكرة هو اسم علم مذكر من أصل عربي، ومعناه هو الذكاء، التذكرمن الفكر وهو إعمال الذكاء في أمر معين، والتأمل فيهما يخطر على القلب من المعاني.

## وصلات خارجية
- موسوعة السلطان قابوس لأسماء العرب نسخة محفوظة 5 أبريل 2019 على موقع واي باك مشين.